# بروس لوغان
بروس لوغان (بالإنجليزية: Bruce Logan)‏ هو مصور سينمائي نيوزيلندي، ولد في 1938.